# Der Zoowärter
Der Zoowärter (Originaltitel: Zookeeper) ist eine US-amerikanische Filmkomödie aus dem Jahr 2011 von Regisseur Frank Coraci mit Kevin James in der Hauptrolle.

## Handlung
Griffin Kayes führt ein zufriedenes Leben als Zoowärter. Als er seiner Freundin Stephanie einen romantischen Heiratsantrag macht, lehnt diese ihn jedoch mit dem Hinweis auf Griffins unattraktiven Beruf ab und beendet die Beziehung jäh. Fünf Jahre später trifft er sie anlässlich der Hochzeit seines Bruders Dave wieder. Er erhofft sich, die Beziehung erneuern zu können und denkt daher darüber nach, sich beruflich zu „verbessern“ und das Angebot seines Bruders anzunehmen, in dessen Geschäft als Verkäufer für Luxusautos zu arbeiten.
Die Tiere, die das mitbekommen und Griffin im Zoo behalten wollen, beschließen ihm zu helfen, damit Stephanie sich erneut in ihn verliebt. Allerdings müssen sie dazu ihr Geheimnis verraten, nämlich ihre Fähigkeit, sprechen zu können. Auf diese Weise wird Griffin mit allerlei tierischen Strategien ausgerüstet, um Stephanie zu beeindrucken.
Mit Unterstützung seiner Kollegin aus dem Zoo, der Tierärztin Kate, gelingt es ihm tatsächlich, sich für Stephanie wieder interessant zu machen. Aufgrund ihres Drängens gibt er schließlich seine Arbeit im Zoo auf und versucht sich als Autoverkäufer im Geschäft seines Bruders.
Griffin hat zwar Erfolg in seinem neuen Job, begreift aber schließlich, dass er dabei nie glücklich werden wird und Stephanie überhaupt nicht zu ihm passt. Er kehrt zurück zu „seinen“ Tieren in den Zoo und ist sich darüber im Klaren: Er liebt eigentlich seine Kollegin Kate. Als er ihr dies offenbaren möchte, muss er von den Tieren erfahren, dass sie ebenfalls den Zoo verlassen hat, um eine Stelle in Nairobi anzunehmen. Griffin will sie um jeden Preis zurückholen und so macht er sich gemeinsam mit den Tieren auf den Weg, um sie noch rechtzeitig vor dem Abflug zu erwischen. 
Letztendlich gelingt es ihm, mit Hilfe seiner tierischen Freunde, Kate einzuholen und ihr seine Liebe zu gestehen. Sechs Monate später sind die beiden verheiratet und arbeiten beide wieder im Zoo.

## Synchronisation
| Figur                | Darsteller                  | Deutscher Sprecher |
| -------------------- | --------------------------- | ------------------ |
| Griffin Kayes        | Kevin James                 | Thomas Karallus    |
| Kate                 | Rosario Dawson              | Tanja Geke         |
| Stephanie            | Leslie Bibb                 | Cathlen Gawlich    |
| Viper                | Ken Jeong                   | Axel Malzacher     |
| Shane                | Donnie Wahlberg             | Marco Kröger       |
| Stanley „Stan“ Evens | Jim Breuer                  |                    |
| Nimer                | Brandon Keener              |                    |
| Dave                 | Nat Faxon                   |                    |
| Robin                | Steffiana De La Cruz        | Sanam Afrashteh    |
| Gale                 | Joe Rogan                   | Dennis Schmidt-Foß |
| Jürgen Mavroc        | Thomas Gottschalk           | Thomas Gottschalk  |
| Donald, der Affe     | Adam Sandler (Stimme)       | Mario Barth        |
| Joe, der Löwe        | Sylvester Stallone (Stimme) | Jan Josef Liefers  |
| Janet, die Löwin     | Cher (Stimme)               | Anna Loos          |
| Barry, der Elefant   | Judd Apatow (Stimme)        | Christian Gaul     |
| Jerome, der Bär      | Jon Favreau (Stimme)        | Gerald Schaale     |
| Pinguin              | Mark Linn-Baker (Stimme)    |                    |
| Krähe                | Jim Breuer (Stimme)         | Stefan Krause      |
| Bruce, der Bär       | Faizon Love (Stimme)        | Tom Vogt           |
| Tiger                | Bas Rutten (Stimme)         |                    |
| Sebastian, der Wolf  | Bas Rutten (Stimme)         | Erich Räuker       |
| Lama                 | Billy Crystal (Stimme)      |                    |
| Frosch               | Don Rickles (Stimme)        |                    |
| Bernie, der Gorilla  | Nick Nolte (Stimme)         | Thomas Fritsch     |
| Flamingo             | David Spade (Stimme)        |                    |
| Mollie, die Giraffe  | Maya Rudolph (Stimme)       | Nadine Warmuth     |

## Hintergrund

### Produktion
Die Dreharbeiten begannen am 17. August 2009 und endeten am 30. Oktober 2009. Gedreht wurde in Boston, unter anderem im dortigen Franklin Park Zoo. Die Produktionskosten des Films wurden auf 80 Millionen US-Dollar geschätzt.
Als Kevin James am 21. März 2009 bei Wetten, dass..? auftrat, bot er Thomas Gottschalk nach der Sendung eine Gastrolle als schwuler deutscher Modedesigner für den Film an.
Bereits vor den Dreharbeiten richtete sich die Tierrechtsorganisation PETA an die Produzenten und forderte den Verzicht auf echte Tiere bei den Dreharbeiten und den Einsatz von computeranimierten Tieren. Als dann die 18-jährige Giraffe Tweet, Tierschauspieler und bekannt aus Toys’R’Us-Werbespots und dem Film Ace Ventura – Ein tierischer Detektiv, während der Dreharbeiten ohne bekannte Vorerkrankung starb, erhob PETA schwere Vorwürfe wegen Tierquälerei gegenüber den Produzenten und forderte die USDA zu weiteren Untersuchungen auf.

### Veröffentlichung
Nachdem Sony den Film nun wegen der Insolvenz von MGM weltweit vermarktet hatte, gab man bekannt, dass er wegen hervorragender Testvorführungen aus dem Herbstprogramm ins umsatzstarke Sommerprogramm verschoben wurde. Kinostart in Deutschland war am 7. Juli 2011, in den USA am 8. Juli 2011.

### Sonstiges
- Jan Josef Liefers sprach schon in den Filmen Madagascar, Madagascar 2 und Madagascar 3: Flucht durch Europa den Löwen Alex.
- Das Löwenpärchen im Film trägt die Namen Joe und Janet, genauso wie Kevin James richtige Eltern. Außerdem heißen James Eltern in der Serie King of Queens ebenfalls Joe und Janet.
- Kevin James’ Frau Steffiana De La Cruz hat einen Cameo-Auftritt, ebenso wie sein älterer Bruder Gary Valentine, der als Pizzafahrer zu sehen ist.
- Viper heißt im Original eigentlich Venom (engl. für Schlangengift).

## Kritiken
„Es ist eine einfach gehaltene Geschichte, und doch scheint die Legion, die am Drehbuch mitwirkte, große Probleme gehabt zu haben. Anders lassen sich die dramaturgischen Unebenheiten kaum erklären, mit denen der Film zu kämpfen hat. Obwohl er eine Komödie sein soll, reizt er nur selten zum Lachen, da die Tiere und ihre Tipps so einfältig wie vorhersehbar sind. […] Der Film will sich indes nicht gänzlich auf James’ komödiantisches Talent verlassen, sondern versammelt die Tiere des Zoos nachts zur Unsinn schwatzenden Runde, die sich um das Liebeswohl ihres Wächters sorgt. […] James’ ‚Rollenwechsel‘ je nach tierischem Ratgeber wirken nicht wie ein souveränes Spiel mit verschiedenen Persönlichkeitsfacetten, sondern wie eine lose Ansammlung von kleinen, autarken Sketchen, die in der Summe selbst dem anspruchslosesten Pennäler kein Grinsen entlocken. Auch wenn frühere Produktionen mit Kevin James wie ‚Der Kaufhaus-Cop‘ schon keine Sternstunden der Filmkomödien waren, zeichneten sie sich zumindest durch eine Homogenität der Charaktere aus, die man in ‚Der Zoowärter‘ gänzlich vermisst.“

„Coraci ist ein Regisseur der klassischen Hollywood-Erziehungskomödie: Wie wandle ich mich vom Underdog zum Gewinner? Wie nutze ich meine zweite Chance im Leben? Den Menschen predigt er gern, seine Tiere aber präsentiert er vergleichsweise nüchtern. Sie wohnen zwar im Zoo, sind aber doch noch der Wildnis verhaftet, was in diesem Fall bedeutet, dass sie sich ziemlich unsentimental benehmen. […] Tatsächlich führt das manchmal zu unerwarteter Komik. Allerdings ist der Spaß vorbei, sobald der Zoowärter anfängt, das Verhalten der Tiere für seine Zwecke zu imitieren. […] (Kevin James) komödiantisches Talent verschwindet hier unter Beziehungsklischees, die um ihn aufgehäuft werden – die einzigen Momente, in denen er zu bekannter Größe findet, hat er mit einem traurigen Gorilla.“

„Im Gegensatz zu den zoologischen Einflüsterern, für die der Film auch noch genug Material findet, quält er sich mit seinem menschlichen Beiwerk: Lustlos rudern Leute wie Donnie Wahlberg in ihren Röllchen herum, kehrt sich der Witz, dass plötzlich Thomas Gottschalk als Lagerfeld-Verschnitt auftaucht, in Grausen, sobald er die erste Beleidigung an den Kopf geknallt bekommt. Das Ziel, bewährte Komik in eine neue Form zu schütteln, das erfüllt die Spaßerei zwar. Die Ironie, dass sie groß von unausgeschöpftem Potenzial redet, es selbst aber schon gar nicht versucht, die geht an ihr allerdings verloren.“

„Kevin James blödelt sich in Frank Coracis ‚Der Zoowärter‘ durch die aneinander gereihten, wenig originellen Pointen. Selbst großartige Comedians wie Ken Joang […] stehen verloren im Film herum, denn ein paar sprechende, drollige Tiere und ein nicht enden wollendes Witzfeuerwerk des Hauptdarstellers reichen noch nicht, um eine gute Komödie zu drehen. Auch die romantische Story strotzt vor schlechten Klischees […] ‚Der Zoowärter‘ hätte wohl ein Film für die ganze Familie werden sollen – sprechende Tiere für die Kleinen und romantische Komödie für die Großen inklusive, doch das Konzept geht leider nicht im Geringsten auf und vielleicht wäre es besser gewesen, sich gründlicher auf eins zu konzentrieren, als zu viel zu wollen.“

„Dümmliche Komödie mit albernen bis derben Gags und schlecht konturierten Figuren.“